# Valentine Strasser
Valentine Strasser (né le 26 avril 1967) est un ancien militaire, chef de l'État sierra-léonais de 1992 à 1996, à la suite d'un coup d'État, durant la guerre civile.

## Biographie

### Président
Capitaine au sein de l'armée régulière de Sierra Leone, il prend le pouvoir à la suite d'un coup d'État le 29 avril 1992 qui renverse le président Joseph Momoh. Il fonde avec un groupe d'officiers le Conseil national provisoire de gouvernement (NPRC), déclare l'état d'urgence et suspend certaines dispositions de la Constitution. À 25 ans, il est le plus jeune chef d'État du monde.
Le 29 décembre 1992, à la suite d'une tentative de coup d'État contre lui, il fait exécuter 26 militaires soupçonnés de rébellion.
À la suite de pressions internationales, il annonce, en octobre 1993, l'organisation d'élections pour la fin de 1995.
Pour faire face aux attaques du groupe armé RUF, il fait appel aux Gurkhas, des auxiliaires asiatiques de l'armée britannique, à la société de sécurité sud-africaine Executive Outcomes, ainsi qu'aux Kamajors, des chasseurs locaux.
Le 2 octobre 1995, une nouvelle tentative de coup d'État est déjouée alors qu'il se trouve à l'étranger.

### L'exil
Le 16 janvier 1996, son vice-président, Julius Maada Bio, organise un coup d'État, l'écarte du pouvoir et l'envoie en exil.
Il reçoit une bourse de l'ONU pour suivre des études de droit à l'université de Warwick à Coventry en Angleterre, mais il abandonne un an plus tard. À partir de 2000, il est au chômage en Angleterre, où sa demande d'asile est rejetée. Il se voit ensuite refuser l'entrée en Gambie et retourne finalement en Sierra Leone.
En 2010, il est présent à Touba, la ville sainte du mouridisme au Sénégal, où il erre dans les rues, atteint de démence[réf. nécessaire]. En 2012, il est retrouvé à Freetown alors qu'il vit en état de vagabondage, aux crochets de sa mère et vivotant d'une très faible allocation versée par l'État sierraléonais.